# Хондеяха (река)
Хондеяха (устар. Хонде-Яха) — река в Ямальском районе Ямало-Ненецкого АО. Устье реки находится в 16 км по левому берегу обской протоки Янготы, впадающей в Хаманельскую Обь. Длина реки составляет 29 км.

## Данные водного реестра
По данным государственного водного реестра России относится к Нижнеобскому бассейновому округу, водохозяйственный участок реки — Обь от города Салехард и до устья, речной подбассейн реки — бассейны притоков Оби ниже впадения Северной Сосьвы. Речной бассейн реки — (Нижняя) Обь от впадения Иртыша.